# Джей Тріано
Говард Джеймс «Джей» Тріано (англ. Jay Triano; нар. 21 вересня 1958) — канадський баскетбольний тренер і колишній професійний гравець, помічник тренера «Сакраменто Кінгз» Національної баскетбольної асоціації (НБА). Раніше він працював головним тренером «Торонто Репторз» і тимчасовим головним тренером «Фінікс Санз». Колишній гравець національної збірної Канади, який двічі брав участь в Олімпійських іграх, він також двічі був головним тренером національної збірної.

## Молодість і сім'я
Тріано народився у Тілсонбурзі, Онтаріо, і виріс у Ніагара-Фоллс, де навчався у місцевій школі. Він має італійське походження через свого прадіда, який висадився на острові Елліс, а потім поїхав до Велланда. Його молодший брат, Джефф, грав у хокей за «Торонто Мальборос» ХЛО. Команда «Торонто Мейпл Ліфс» обрала його на драфті НХЛ 1982 року. Син сестри Джоді, Брейді Гесліп, був гравцем у баскетбол за Бейлорський університет, виступав за збірну Канади.

## Ігрова кар'єра
У студентські роки в Університету Саймона Фрейзера Тріано, зростом 193 см, вагою 88 кг побив або зрівнявся з одинадцятьма рекордами шкільного чоловічого баскетболу, включно за найбільшою кількістю очок за кар'єру — 2616. В університеті він подружився з канадським спортсменом й активістом Террі Фоксом. Він був задрафтований у восьмому раунді драфту НБА 1981 року «Лос-Анджелес Лейкерс», але був виключений під час тренувального табору і ніколи не грав в НБА. Того ж року його також задрафтували «Калгарі Стемпідерс» у шостому раунді драфту КФЛ 1981 року.
Тріано був гравцем національної збірної з 1977 до 1988 рік, був капітаном команди з 1981 до 1988 рік і брав участь в Олімпійських іграх 1984 і 1988 років. Він очолював збірну Канади, яка виграла золото на Літній універсіаді 1983 року в Едмонтоні, Альберта, перемігши США у півфіналі на чолі з Карлом Мелоуном і Чарльзом Барклі, і Югославію у фіналі, очолювану Драженом Петровичем. Він відіграв три сезони у професійному баскетболі, два у Мексиці й один (сезон 1985—1986 за «Фенербахче Стамбул») у Туреччині.

## Тренерська кар'єра
Після завершення кар'єри гравця у 1988 році Тріано став головним тренером в університеті Саймона Фрейзера. Він намагався завербувати зірку шкільної команди Стіва Неша та пізніше став його наставником. У 1995 році, коли дебютував «Ванкувер Ґріззліс», він став директором команди зі зв'язків із громадськістю та працював запрошеним коментатором їхніх радіопередач. У 1998 році Тріано став головним тренером чоловічої збірної Канади з баскетболу. Він тренував команду під керівництвом Неша, яка досягла високого результату 5–2 і посіла сьоме місце на Олімпійських іграх у Сіднеї 2000 року, програвши Франції з різницею у п'ять очок у чвертьфіналі. Через два роки він став помічником тренера «Торонто Репторз», ставши другим тренером у НБА канадського походження. Тріано працював під керівництвом Ленні Вілкенса, Кевіна О'Ніла та Сема Мітчелла.
У 2004 році Тріано було звільнено з посади головного тренера національної збірної, а наступного року його замінив Лео Раутінс.
У 2008 році Тріано був призначений помічником тренера національної збірної США. 13 лютого 2008 року Тріано був головним тренером «Торонто Репторз» у їхній переможній грі над «Нью-Джерсі Нетс» (109:91), замінивши головного тренера Сема Мітчелла, який був відсутній через смерть свого свекра. Тріано увійшов в історію як перший канадець, який обіймав посаду головного тренера у грі регулярного сезону НБА.
3 грудня 2008 року Тріано отримав призначення тимчасовим головним тренером «Репторз» після звільнення Мітчелла від тренерських обов'язків. Він став першим канадським головним тренером в історії НБА. Тріано привів «Репторз» до результату 25–40.
12 травня 2009 року Тріано підписав трирічний контракт головного тренера «Репторз». У першому повному сезоні Тріано як головного тренера «Репторз» у сезоні 2009—2010 команда «Торонто» пропустила плей-офф поступившись «Чикаго Буллз», 2–5 в останніх 7 іграх. Команда фінішувала 40–42.
У сезоні 2010—2011, без Кріса Боша, «Репторз» поставила жахливий рекорд 22–60.
1 червня 2011 року «Репторз» оголосили, що Тріано залишить посаду головного тренера.
17 серпня 2012 року Тріано отримав призначення помічником тренера «Портленд Трейл Блейзерс». Наступного тижня Тріано також був призначений головним тренером національної збірної Канади вдруге за свою кар'єру.
18 травня 2016 року було оголошено, що Тріано візьме на себе роль заступника головного тренера (провідного асистента) «Фенікс Санз». Він знову працював з Ерлом Вотсоном, головним тренером, який грав за «Трейл Блейзерс» під час свого останнього сезону у НБА. Приєднання Мехмета Окура до тренерського штабу «Санз» 13 вересня того ж року стало першим випадком в історії франшизи, коли кілька неамериканських тренерів працювали у тренерському штабі в одному сезоні.
22 жовтня 2017 року, після початку сезону з рахунком 0–3, включно з однією найгірших поразок в історії «Санз» Тріано був призначений тимчасовим головним тренером команди після звільнення Ерла Вотсона. У першій грі на посаді головного тренера з 2011 року Тріано допоміг набрати команді 22 очки команду, яка на початку року втратила понад 40 очок, а 23 жовтня перемогла з рахунком 117:115 у грі проти «Сакраменто Кінгз», перша перемога у сезоні. 26 грудня 2017 року Тріано став першим головним тренером іноземного походження в історії НБА, який виграв 100 ігор у лізі, перемігши «Мемфіс Гріззліз» з рахунком 99:97. Однак під його керівництвом «Санз» завершили сезон із результатом 21–58, і він не повернувся на посаду головного тренера. 24 травня 2018 року «Шарлотт Горнетс» оголосили, що Тріано приєднається до їх команди як головний помічник тренера.
20 травня 2022 року Марк Стайн повідомив, що Тріано приєднається до «Сакраменто Кінгз» як помічник тренера у майбутньому сезоні НБА 2022—2023.

## Досягнення як головного тренера
| Команда | Сезон     | G   | W   | L   | W–L% | Місце                           | PG | PW | PL | PW–L% | Результат               |
| ------- | --------- | --- | --- | --- | ---- | ------------------------------- | -- | -- | -- | ----- | ----------------------- |
| Торонто | 2008–2009 | 65  | 25  | 40  | .385 | 4-е в Атлантичному дивізіоні    | —  | —  | —  | —     | не потрапили у плей-офф |
| Торонто | 2009–2010 | 82  | 40  | 42  | .488 | 2-е в Атлантичному дивізіоні    | —  | —  | —  | —     | не потрапили у плей-офф |
| Торонто | 2010–2011 | 82  | 22  | 60  | .268 | 5-е в Атлантичному дивізіоні    | —  | —  | —  | —     | не потрапили у плей-офф |
| Фінікс  | 2017–2018 | 79  | 21  | 58  | .266 | 5-е в Тихоокеанському дивізіоні | —  | —  | —  | —     | не потрапили у плей-офф |
| Кар'єра | Кар'єра   | 308 | 108 | 200 | .351 |                                 | —  | —  | —  | —     |                         |